# Тийе, Морис
Мори́с Тийе́ (фр. Maurice Tillet; 23 октября 1903, Челябинский уезд, Оренбургская губерния — 4 сентября 1954, Чикаго, Иллинойс) — французский рестлер. В начале 1940-х гг. Тийе был одним из самых кассовых рестлеров и дважды становился чемпионом мира в тяжелом весе по версии American Wrestling Association, возглавляемой Полом Боузером в Бостоне.

## Биография
Морис Тийе родился 23 октября 1903 года, предположительно в окрестностях города Челябинска Челябинского уезда Оренбургской губернии, ныне город — административный центр Челябинской области. Француз. Его мать, Луиза-Марго Тийе, работала учительницей, а отец — инженером на железной дороге, он занимался «каким-то большим инженерным проектом» в Уральских горах. Морис несколько раз упоминал, что провёл детство в Санкт-Петербурге. Предположительно, делал он это только потому, что американцам так было проще понять откуда он родом и где провёл большую часть своего детства. Карл Поджэлло как-то сказал, что пока отец Мориса был жив, по долгу службы он часто ездил в командировки, а вместе с ним путешествовала и его семья, вероятно, именно поэтому Тийе много времени и провёл в Санкт-Петербурге. Отец умер, когда Морису было 8 лет.
После смерти главы семейства они переехали в Москву, где Луиза-Марго Тийе преподавала иностранные языки в католической школе при храме Святого Людовика Французского на Малой Лубянке. Здесь же учился Морис. На фотографии того времени будущий борец выглядит как симпатичный подросток в матроске. Будучи ребёнком, он обладал совершенно нормальной внешностью, и его прозвали «Ангелом» из-за ангелоподобного лица.
В 1917 году Тийе и его мать покинули Россию из-за революции и переехали во Францию, поселившись в Реймсе. Когда Тийе было семнадцать лет, он заметил у себя опухание ступней, рук и головы, а в 19 лет у него диагностировали акромегалию, заболевание, которое было вызвано доброкачественной опухолью на гипофизе, в результате которой кости человека разрастаются и утолщаются, особенно в лицевой части. При росте в 175 см вес Мориса Тийе составлял 122 кг.
В юности Морис был успешным игроком в регби и в 1926 году даже удостоился рукопожатия короля Великобритании и Ирландии Георга V за успехи в спорте. Поступил в Тулузский университет на юридический факультет, но через некоторое время болезнь стала прогрессировать и сильно повлияла на его голосовые связки. Из-за болезни планы о юридической карьере пришлось оставить.
«Может, с таким лицом я и смог бы стать адвокатом, но мой голос, похожий на ослиный рёв, просто невозможно слушать, поэтому я пошёл в ВМС», сказал Тийе в интервью газете Lowell Sun Newspaper, Lowell Mass. U.S.A, от 8 апреля 1943 года. 
Тийе прослужил пять лет во французских ВМС в качестве инженера. После службы, Морис сменил несколько профессий, в 1936 году снялся в эпизодической роли в фильме «Бурлаки на Волге».
Морис Тийе был очень набожным католиком. В 1947 году он удостоился аудиенции папы римского и был единственным рестлером за всю историю, которому выпала такая честь. Во многом благодаря матери, которая всю жизнь преподавала иностранные языки в католической школе, куда ходил и Морис, к середине 1942 года Тийе свободно говорил на русском, французском, болгарском, английском и литовском языках. По некоторым данным за всю жизнь он выучил около 14 языков.
К своей внешности Тийе относился философски и с юмором. В юности ему было гораздо сложнее адаптироваться в социуме, но с возрастом он понял, как превратить свои недостатки в преимущества.

Сверстники обзывали меня обезьяной, и я очень расстраивался. Кому понравится такое? Чтобы скрыться от насмешек, я часто уходил на пристань и всё свободное время проводил возле воды. Людям, которые жили там, было совершенно безразлично, как я выгляжу.— Из интервью журналу Look Magazine от 25 апреля 1950 года
Однажды он даже позировал для палеонтологического музея рядом с экспонатами неандертальцев, внешнее сходство с которыми его очень забавляло.

## Карьера в рестлинге

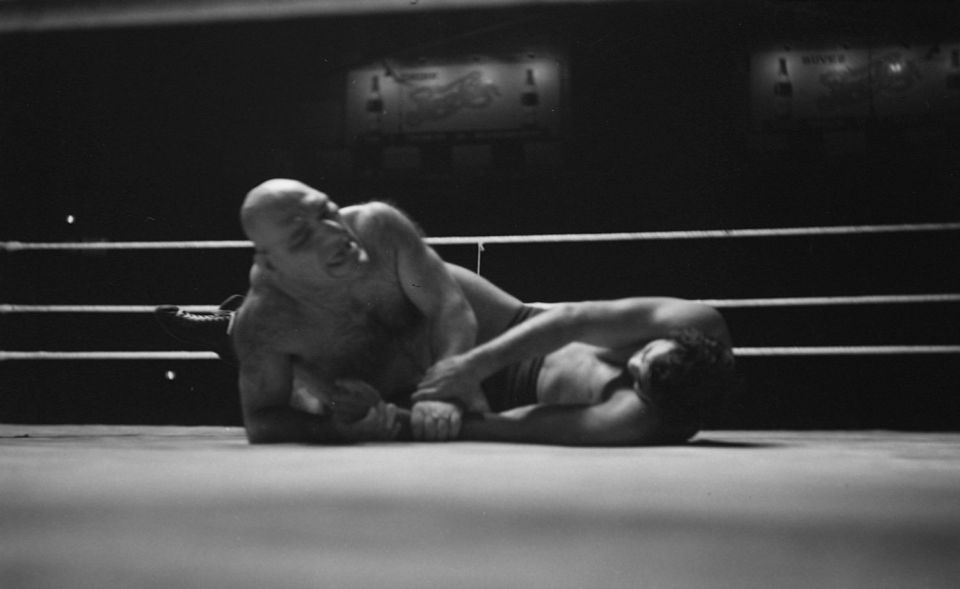
Морис Тийе на ринге с Лу Тезом, 1940 год

Морис оказался хорошим спортсменом, играл в сборной Франции по регби против Англии, однажды встретил Георга V после матча. Он служил во французском флоте и был демобилизован в Сингапуре. Там в феврале 1937 года он познакомился с Каролисом Пожелой (лит. Karolis Požėla). Пожела был профессиональным рестлером и убедил Тийе заняться тем же. Тийе и Пожела переехали в Париж для тренировок. Тийе два года проводил бои во Франции и Англии, после чего в 1939 году был вынужден уехать в Соединённые Штаты Америки из-за Второй мировой войны. В 1947 году стал гражданином США.
В 1940 году, в Бостоне, в штате Массачусетс, импрессарио Пол Боузер раскручивал Тийе, который выступал под псевдонимом «Французский ангел» в качестве главной звезды. В итоге он стал привлекать огромные толпы зрителей. Благодаря своей популярности Тийе получил роль «непобедимого», по которой он не проигрывал на протяжении 19 месяцев подряд. В мае 1940 года Тийе выиграл бостонский вариант Чемпионата мира в тяжёлом весе, продержав титул до мая 1942 года. В начале 1942 года он также был чемпионом монреальского варианта Мирового чемпионата в тяжёлом весе. В 1944 году он вернул себе бостонский титул на короткое время.
В результате успеха у него появились подражатели-«ангелы», такие как Тони Энжело («Русский ангел»), «Шведский суперангел», Джек Раш («Канадский Ангел»), Владислав Тулин («Польский ангел»), Стэн Пинто («Чешский ангел»), Клайв Уэлш («Ирландский ангел»), Джек Фолк («Золотой ангел»), Джил Гуэрро («Чёрный ангел») и Джин Ноубл («Дама-ангел»). Тийе несколько раз соперничал с Тором Джонсоном, которого рекламировали под псевдонимом «Шведский ангел».

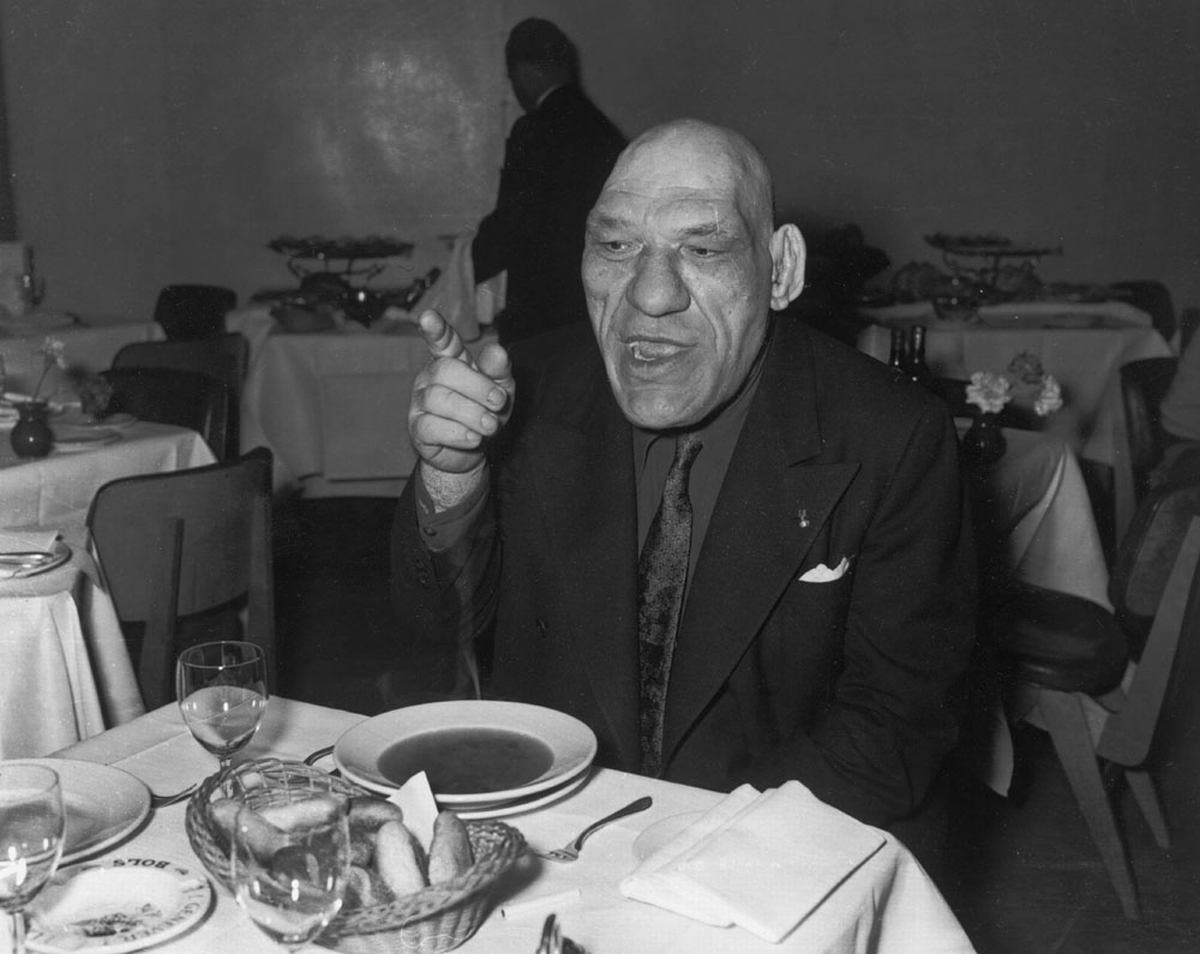
Тийе в 1953 году

К 1945 году у Тийе начало ухудшаться здоровье, и он больше не выступал в роли «непобедимого». Постоянные головные боли, чрезмерная утомляемость, ослабление зрения — это лишь то немногое, что характерно для акромегалии, и, конечно, профессиональный рестлинг внёс свои коррективы — у Мориса появились серьёзные проблемы с сердцем. В своем последнем матче, прошедшем 14 февраля 1953 года в Сингапуре, он проиграл Берту Ассирати.
В 1950 году чикагский скульптор Луис Линк подружился с Тийе и создал ряд гипсовых бюстов в качестве напоминания о его рестлерской карьере. Один из бюстов хранится в чикагском Международном музее научной хирургии.
Другой бюст под названием «Ангел» выставлен в музее York Barbell. Два других бюста хранились в частной коллекции, но в 2006 году были переданы в дар музею.

## Смерть
4 сентября 1954 года скончался от рака Каролис Пожела, лучший друг и промоутер Мориса Тийе. Не сумев пережить потерю близкого товарища, Тийе умер в этот же день от сердечного приступа в городе Чикаго штата Иллинойс. Они оба похоронены на Литовском национальном кладбище в деревне Джастис (англ. Justice, Illinois) тауншипа Лайонс (англ. Lyons Township, Cook County, Illinois) округа Кук штата Иллинойс, в двадцати милях от Чикаго. На их общей могиле установлен памятник с надписью: «FRIENDS WHOM EVEN DEATH COULDN'T PART» («И смерть не в силах разлучить друзей»).

## Титулы и достижения
- - American Wrestling Association (Бостон)
  - Чемпион мира AWA в тяжёлом весе[7][8] (2 раза)
  - Зал славы и музей рестлинга (с 2012 года[5]).

## В культуре
- Необычный внешний вид известного французского рестлера Мориса Тийе вдохновил иллюстратора Уильяма Стейга на создание образа Шрека[9].